# Nick Mulder
Nick Mulder (* 1973 in Melbourne; † März 2024) war ein australischer Jazzmusiker (Posaune, Komposition).

## Leben und Wirken
Mulder zog 1991 zum Studium nach Adelaide. Nach seinem Abschluss mit Auszeichnung an der University of Adelaide arbeitete er als freiberuflicher Musiker in Sydney, Adelaide und Melbourne. Im Laufe seiner Karriere trat er mit Künstlern wie Ray Charles, Bob Mintzer, Chuck Findley, John Clayton, Paul Bollenback und Ray Vega auf. Aufnahmen entstanden zwischen 1999 und 2019 mit dem Pianisten Mark Ferguson (True Colours: Marmalade Fiesta), der Formation E-Type Jazz (Old Devil Moon) und dem Vanessa Perica Orchestra (Love Is a Temporary Madness)., außerdem mit Renée Geyer, Ben Abraham und The Bamboos. Mit dem Saxophonisten Tom Pulford leitete er in den 2010er-Jahren The Mulder / Pulford Nonet. Darüber hinaus komponierte er vor allem Musik für Bigbands und schuf eine Reihe von Auftragswerken. Mulder war Musikdirektor am Concordia College und am St. Peter’s College.